# Alegeri parlamentare în România, 2008
Alegerile parlamentare din 2008 în România s-au desfășurat la data de 30 noiembrie 2008. În premieră, la aceste alegeri s-a renunțat la votul pe liste, reprezentanții politici ai cetățenilor fiind aleși printr-un sistem mixt, în care candidaturile și votul sunt uninominale, iar acordarea mandatelor se face proporțional. Guvernul României a adoptat în acest sens HG (i.e., Hotărârea de Guvern) nr. 802 din 8 august 2008 privind delimitarea colegiilor uninominale. Procentul participării la vot în alegerile parlamentare din 2008 a scăzut spectaculos la 39,20% (7.238.871) din numărul cetățenilor cu drept de vot (18.464.274), față de alegerile parlamentare din 2004, când procentul a fost de 58,47%. Ca urmare a acestor alegeri, niciun partid politic care a acces în parlament nu a obținut majoritatea, cele două principale partide din Parlament, Partidul Social Democrat (PSD) și Partidul Democrat Liberal (PDL) formând ulterior o coaliție care a rezistat o perioadă relativ scurtă de timp până în anul 2009.

Rezultatele în colegiile pentru alegerea Deputaților

Rezultatele în colegiile pentru alegerea Senatorilor

## Sistemul de vot

### Istoricul schimbării sistemului de vot
Noutatea acesui scrutin a reprezentat-o sistemul de vot. Schimbarea sistemului de vot a fost un subiect de dezbateri aprinse pe toată perioada legislaturii 2004-2008.
Pe parcursul discuțiilor între partide au fost propuse mai multe sisteme, printre care un sistem mixt după model german și un sistem uninominal în două tururi.
În anul 2007, a fost adoptat un sistem de vot mixt cu compensare, propus partidelor de Asociația Pro Democrația, sistem care a fost contestat de Președintele Traian Băsescu la Curtea Constituțională, deoarece ar fi introdus diferențieri între parlamentari, unii dintre ei urmând să fie aleși uninominal, și alții de pe o listă națională. Curtea Constituțională a admis contestația și legea nu a fost adoptată.
Odată cu alegerile pentru Parlamentul European ce au avut loc în toamna lui 2007, Președintele Băsescu a convocat și un referendum în care cetățenii au fost chemați să se exprime în favoarea sau împotriva sistemului uninominal în două tururi pentru alegerea parlamentarilor. La acest referendum, 79,5% dintre cei prezenți au fost în favoarea votului uninominal în două tururi, dar referendumul nu a fost validat, deoarece doar 26,5% dintre cetățenii cu drept de vot s-au prezentat la urne.
În cele din urmă, Parlamentul a adoptat la 4 martie 2008 o lege prin care se adopta un sistem uninominal într-un singur tur, cu distribuție proporțională a mandatelor.

### Trasarea colegiilor
Colegiile au fost trasate după niște reguli generale specificate în legea din martie 2008. Norma de reprezentare a fost de un deputat la 70.000 de locuitori și de un senator la 160.000 de locuitori. Condițiile legii au fost ca o circumscripție să aibă un număr întreg de colegii, minim 4 pentru Camera Deputaților și minim 2 pentru Senat, iar colegiul cel mai mic să fie cu maxim 30% mai mic decât cel mai mare. S-a adăugat o circumscripție pentru cetățenii români din afara țării.

### Distribuția mandatelor
Pragul electoral a fost de 5% din totalul voturilor, sau 6 mandate de deputat și 3 de senator obținute cu majoritatea voturilor din colegiu. Doar candidații care au obținut jumătate plus unul din numărul de voturi din colegiul lor au câștigat automat un loc în Parlament. În colegiile în care câștigătorul nu a obținut majoritatea voturilor, s-a trecut la redistribuirea proporțională a mandatelor întâi la nivel de circumscripție și apoi la nivel național.

## Rezultate
În urma scrutinului, niciun partid nu a reușit sa obțină o majoritate. Deși alianța dintre Partidul Social Democrat (PSD) și Partidul Conservator (PC) a obținut puțin mai multe voturi decât Partidul Democrat-Liberal (PD-L), cel din urmă a obținut puțin mai multe mandate decât prima. 
| Partid                                          | Partid                                                    | Camera Deputaților | Camera Deputaților | Camera Deputaților | Camera Deputaților | Senat      | Senat | Senat  | Senat |
| Partid                                          | Partid                                                    | Voturi             | %                  | Locuri             | +/–                | Voturi     | %     | Locuri | +/–   |
| ----------------------------------------------- | --------------------------------------------------------- | ------------------ | ------------------ | ------------------ | ------------------ | ---------- | ----- | ------ | ----- |
|                                                 | Alianța PSD+PC (PSD, PC)                                  | 2,279,449          | 33.1               | 114                | –10                | 2,352,968  | 34.16 | 49     | –6    |
|                                                 | Partidul Democrat Liberal                                 | 2,228,860          | 32.4               | 115                | +48                | 2,312,358  | 33.57 | 51     | +22   |
|                                                 | Partidul Național Liberal                                 | 1,279,063          | 18.6               | 65                 | +5                 | 1,291,029  | 18.74 | 28     | +4    |
|                                                 | Uniunea Democrată Maghiară din România                    | 425,008            | 6.2                | 22                 | ±0                 | 440,449    | 6.39  | 9      | –1    |
|                                                 | Partidul România Mare                                     | 217,595            | 3.2                | 0                  | –21                | 245,930    | 3.57  | 0      | –13   |
|                                                 | Partidul Noua Generație                                   | 156,901            | 2.3                | 0                  | 0                  | 174,519    | 2.53  | 0      | 0     |
|                                                 | Partida Romilor „Pro Europa”                              | 44,037             | 0.6                | 1                  | –                  | –          | –     | –      | –     |
|                                                 | Forumul Democrat al Germanilor din România                | 23,190             | 0.3                | 1                  | –                  | –          | –     | –      | –     |
|                                                 | Federația Comunităților Evreiești din România             | 22,393             | 0.3                | 1                  | –                  | –          | –     | –      | –     |
|                                                 | Partidul Ecologist Român                                  | 18,279             | 0.27               | 0                  | –                  | 48,119     | 0.7   | 0      | –     |
|                                                 | UDSCR                                                     | 15,373             | 0.2                | 1                  | –                  | –          | –     | –      | –     |
|                                                 | Uniunea Bulgară din Banat România                         | 14,039             | 0.2                | 1                  | –                  | –          | –     | –      | –     |
|                                                 | Uniunea Armenilor din România                             | 13,829             | 0.2                | 1                  | –                  | –          | –     | –      | –     |
|                                                 | Uniunea Democrată a Tătarilor Turco-Musulmani din România | 11,868             | 0.2                | 1                  | –                  | –          | –     | –      | –     |
|                                                 | Asociația Macedonenilor din România                       | 11,814             | 0.2                | 1                  | –                  | –          | –     | –      | –     |
|                                                 | Uniunea Sârbilor din România                              | 10,878             | 0.2                | 1                  | –                  | –          | –     | –      | –     |
|                                                 | Asociația Italienilor din România                         | 9,567              | 0.1                | 1                  | –                  | –          | –     | –      | –     |
|                                                 | Uniunea Democrată Turcă din România                       | 9,481              | 0.1                | 1                  | –                  | –          | –     | –      | –     |
|                                                 | Uniunea Ucrainenilor din România                          | 9,338              | 0.1                | 1                  | –                  | –          | –     | –      | –     |
|                                                 | Comunitatea Rușilor Lipoveni din România                  | 9,203              | 0.1                | 1                  | –                  | –          | –     | –      | –     |
|                                                 | Uniunea Croaților din România                             | 9,047              | 0.1                | 1                  | –                  | –          | –     | –      | –     |
|                                                 | Uniunea Elenă din România                                 | 8,875              | 0.1                | 1                  | –                  | –          | –     | –      | –     |
|                                                 | Asociația Liga Albanezilor din România                    | 8,792              | 0.1                | 1                  | –                  | –          | –     | –      | –     |
|                                                 | PPPS                                                      | 8,388              | 0.1                | 0                  | –                  | 10,805     | 0.16  | 0      | –     |
|                                                 | Uniunea polonezilor din România                           | 7,670              | 0.1                | 1                  | –                  | –          | –     | –      | –     |
|                                                 | Uniunea culturală a rutenilor                             | 4,514              | 0.1                | 1                  | –                  | –          | –     | –      | –     |
|                                                 | Partidul Socialist Român                                  | 585                | 0.0                | 0                  | –                  | 445        | 0.02  | 0      | –     |
|                                                 | Partidul Național Democrat Creștin                        | 316                | 0.0                | 0                  | –                  | 1,365      | 0.02  | 0      | –     |
|                                                 | PRE                                                       | 87                 | 0.0                | 0                  | –                  | –          | –     | –      | –     |
|                                                 | Independenți                                              | 28,355             | 0.4                | –                  | –                  | 10,068     | 0.1   | 0      | 0     |
| Voturi invalide/nule                            | Voturi invalide/nule                                      | 352,077            | –                  | –                  | –                  | 350,816    | –     | –      | –     |
| Total                                           | Total                                                     | 7,238,871          | 100                | 334                | +2                 | 7,238,871  | 100   | 137    | 0     |
| Votanți pe liste/prezența la vot                | Votanți pe liste/prezența la vot                          | 18,464,274         | 39.2               | –                  | –                  | 18,464,274 | 39.2  | –      | –     |
| Surse: Nohlen & Stöver Biroul Electoral central |                                                           |                    |                    |                    |                    |            |       |        |       |

Sistemul de vot cu distribuire proporțională a mandatelor a condus la niște rezultate contraintuitive.  Numeroși candidați votați de zeci de mii de alegători, printre care Ionuț Popescu și Norica Nicolai, care au obținut cele mai multe voturi în colegiul lor, dar nu au obținut jumătate plus unu din voturi, au pierdut mandatul în favoarea unor candidați clasați pe locuri inferioare. La polul opus, deputatul Iosif Koto de la UDMR a obținut mandatul de deputat în colegiul pentru cetățenii români din Asia și Africa cu doar 34 de voturi.
Astfel, Alianța PSD+PC a obținut 2.279.449 voturi în Camera Deputaților și 2.352.968 de voturi pentru Senat; PDL 2.228.860 voturi la Camera Deputaților și 2.318.358 la Senat; PNL 1.279.063 voturi la Camera Deputaților și 1.291.029 voturi la Senat; și UDMR 425.008 voturi la Cameră, 440.449 voturi la Senat Partidul Democrat-Liberal a obținut cele mai multe mandate, 115 în Camera Deputaților și 51 în Senat, fiind urmat de alianța dintre PSD și PC (114 în Cameră și 49 în Senat), PNL (65 în Cameră și 28 în Senat) și UDMR (22 în Cameră și 8 în Senat). De asemenea, 18 mandate de deputat au fost rezervate reprezentanților altor minorități naționale.. Cele două partide provenite din Frontul Salvării Naționale, PSD și PDL, s-au aflat multă vreme în contradicție, dar în urma rezultatelor alegerilor legislative din 2008 au hotărît să formeze împreună o largă coaliție guvernamentală; pentru că PDL avea mai multe mandate, a primit dreptul de a desemna primul ministru, iar cel nominalizat a fost Emil Boc, primarul municipiului Cluj și președintele PDL.

## Alegeri parțiale
Conform noii legi electorale, în cazul vacanței unui post de parlamentar, în colegiul său se vor desfășura alegeri parțiale, după un sistem uninominal într-un singur tur. Primele astfel de alegeri au avut loc la 17 ianuarie 2010, după ce Bogdan Olteanu a demisionat pentru a prelua un post de viceguvernator al BNR, în colegiul numărul 1 din Sectorul 1 al Bucureștiului. Candidatul PD-L Honorius Prigoană nu a reușit să întoarcă rezultatul alegerilor din 2008, Radu Stroe reușind să păstreze mandatul de deputat pentru PNL. În primăvara aceluiași an, după demisia deputatei PC Daniela Popa, au avut loc alegeri parțiale și în colegiul nr. 19 din București (aflat în sectorul 4). La aceste alegeri desfășurate în 25 aprilie 2010, Teo Trandafir de la Partidul Democrat Liberal a obținut 54,02% din voturi, câștigând locul de deputat.
În august 2011, locul deputatului Cătălin Cherecheș, al cărui mandat a fost invalidat după ce a devenit primar al orașului Baia Mare, a fost luat de membrul USL Florin Tătaru. De asemenea, locul deputatului Victor Surdu, decedat, a fost luat de Adrian Rădulescu de la PDL.